# Disciphania cardiophylla
Disciphania cardiophylla är en tvåhjärtbladig växtart som beskrevs av Paul Carpenter Standley. Disciphania cardiophylla ingår i släktet Disciphania och familjen Menispermaceae. Inga underarter finns listade i Catalogue of Life.